# Vespolate
Vespolate (piemontesisch Vispolà, lombardisch Vispulàa) ist eine norditalienische Gemeinde (comune) mit 2031 Einwohnern (Stand: 31. Dezember 2023) in der Provinz Novara (NO) in der Region Piemont.

## Geographie
Das Gemeindegebiet umfasst eine Fläche von 17 km². Die Gemeinde grenzt direkt an die Provinz Pavia an. Die Nachbargemeinden sind Borgolavezzaro, Confienza (PV), Granozzo con Monticello, Nibbiola, Robbio (PV), Terdobbiate und Tornaco.

## Persönlichkeiten
- Cristoforo Giarda (1595–1649), Bischof

## Einzelnachweise

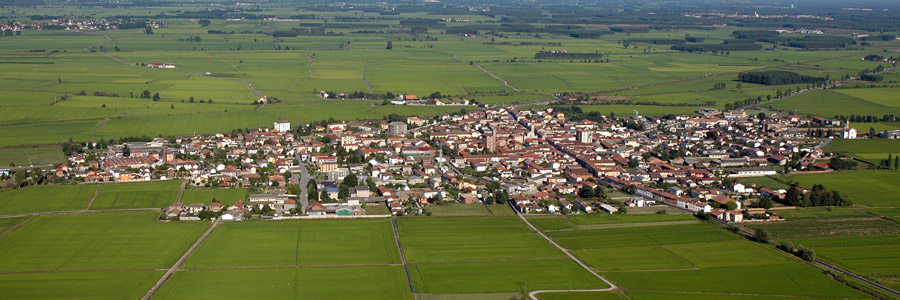
Panorama